# Departament de Treinta y Tres
Treinta y Tres (en castellà i oficialment Departamento de Treinta y Tres) és un departament de l'Uruguai. La seva capital és la ciutat homònima. Ubicat a la zona oriental del territori, limita a l'est amb el Brasil per tenir costes sobre la Llacuna Merín, i amb els departaments de Cerro Largo al nord, Durazno i Florida a l'oest i Lavalleja i Rocha al sud.
Amb una superfície de 9.529 km² – com la Comunitat de Madrid –, és el desè departament més gran del país. Va ser creat per decret del parlament el 1884, a partir del territori del departament de Maldonado, el qual abastava també l'actual departament de Rocha. La capital departamental és la ciutat de Treinta y Tres – situada 286 km al nord-est de Montevideo–, amb una població de 25.711 habitants (2004).
El 2002, ocupava la catorzena posició dins de l'Uruguai pel que fa a l'Índex de Desenvolupament Humà, amb 0,741 punts, una xifra comparable amb la de països com Bulgària. També, segons les dades del cens del 2004, Treinta y Tres tenia 49.318 habitants, essent, per tant, un dels dos departaments menys poblats de l'Uruguai al costat de Flores.
Els actuals símbols de Treinta y Tres – la bandera i l'escut d'armes – representen el riu Olimar, el curs fluvial més important del departament, i el sol de Maig – un símbol independentista i llibertador riuplatenc, present també en la bandera de l'Uruguai, en la bandera de l'Argentina i en altres banderes i escuts departamentals i provincials dels dos països de la conca de la Plata. Finalment, l'escut i la bandera de Treinta y Tres porten una eritrina (castellà riuplatenc: ceibo), la flor nacional dels països del Riu de la Plata, és a dir, de l'Argentina i de l'Uruguai.

## Etimologia
El nom del departament deriva dels Trenta-tres Orientals (castellà: Treinta y Tres Orientales), un grup de llibertadors comandats per Juan Antonio Lavalleja per lluitar contra els invasors brasilers que ocupaven la Província Oriental del Riu de la Plata, la denominació que tenia la República Oriental de l'Uruguai abans de la seva independència el 25 d'agost de 1825.
El gentilici castellà per als natius de Treinta y Tres – olimareños o olimareñas – deriva del riu Olimar, un dels rius més importants del departament.
El lema departamental és «Treinta y Tres, el pago más oriental».

## Geografia
El departament presenta una altitud mitjana de 63 msnm. No hi ha grans elevacions, però cal destacar una porció de la Cuchilla Grande i una altra de la Cuchilla de Cerro Largo, una zona lleugerament muntanyosa formada per turons.
El terreny de Treinta y Tres és ric en argila, la qual cosa ha afavorit la plantació de cereals com l'arròs. Aquesta condició del sòl departamental també es complementa amb la presència d'abundants precipitacions al llarg de l'any i de la presència de rius i rierols importants com l'Olimar, el Cebollatí o fins i tot la llacuna Merín-Mirim.

## Economia
Treinta y Tres és un departament majoritàriament rural, dedicat a la ramaderia i a l'agricultura. Destaca la producció d'arròs, sobretot als molins arrossers propers a la llacuna Merín-Mirim.

## Demografia
La població del departament ascendia, segons el cens de 2004, a 49.318 habitants – 24.282 homes i 25.036 dones –, la qual cosa suposa un 1,5% del total del país. Aquest cens també mostra 19.814 habitatges al departament, amb una ràtio de 2,48 habitants per habitatge, tot i que el 33% viu en habitatges amb 5 o més integrants.

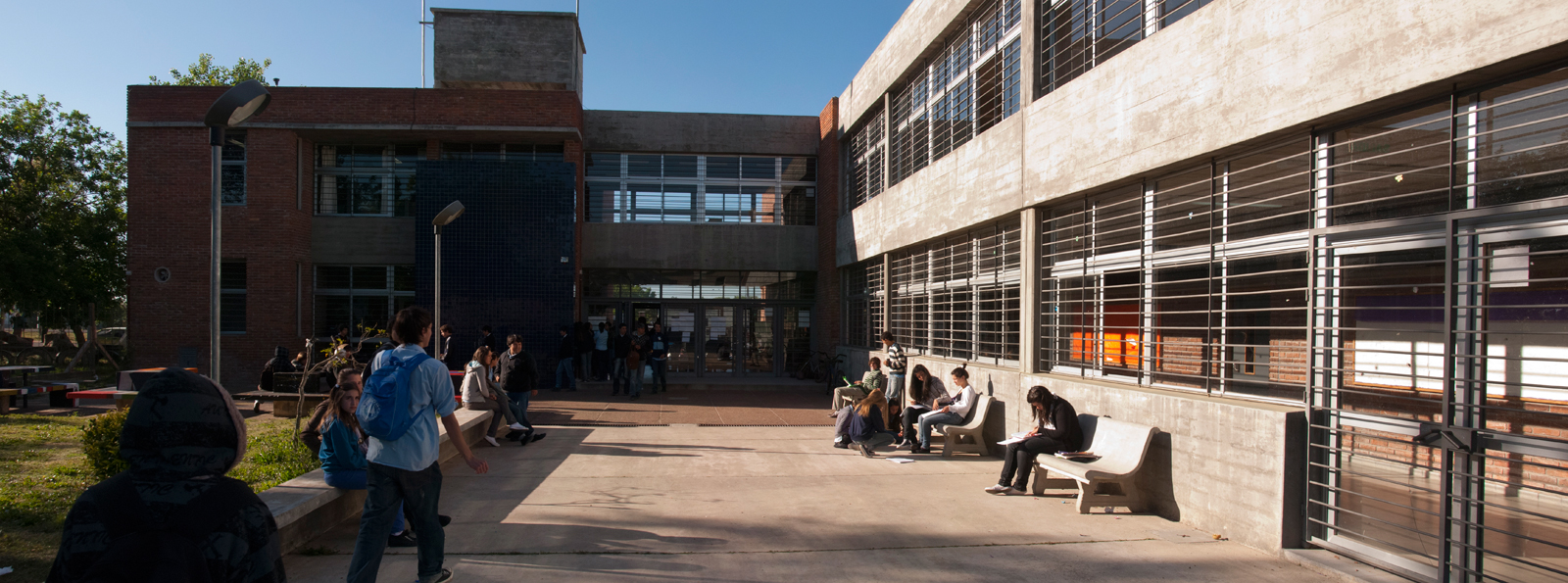
Alumnes en un institut de la ciutat de Treinta y Tres.

La natalitat es va reduir un 25% durant el període 1996-2004, quedant situada al 14,7 per mil el 2004. Per contra, va disminuir la mortalitat infantil en un 10% durant el mateix període.
- Taxa de creixement poblacional: 0.392% (2004)
- Taxa de natalitat: 16,80 naixements/1.000 persones (2004)
- Taxa de mortalitat: 9,45 morts/1.000 persones
- Mitjana d'edat: 30,5 (29,2 homes, 31,7 dones)
- Esperança de vida (2004):
  - Total: 74,15 anys
  - Homes: 70,74 anys
  - Dones: 77,70 anys
- Mitjana familiar: 2,41 fills/dona
- Ingrés per capita (ciutats amb 5.000 habitants o més): 3.432,3 pesos/mes

### Principals centres urbans
Pobles o ciutats amb una població de 1000 o més persones - dades del cens de l'any 2004, llevat que s'indiqui una data diferent.
| Ciutat/Poble                             | Població     |
| ---------------------------------------- | ------------ |
| Cerro Chato                              | 3.248        |
| Ejido de Treinta y Tres                  | 4.402 (1996) |
| General Enrique Martínez (La Charqueada) | 1.342 (1996) |
| Santa Clara de Olimar                    | 2.454        |
| Treinta y Tres                           | 30.759       |
| Vergara                                  | 3.953        |

Altres poblats són Acosta, Anastasia, Cañada Chica, Colonia Jefferies, Costas del Tacuarí, Díaz (Uruguai), El Catete, El Chajá, Isla Patrulla, La Calavera, La Chiva, Los Camejos, María Albina, Mendizábal, Padula, Paso de Píriz, Rincón, Valentines, Villa Passano o Villa Sara.

## Transport
Aquest departament té un aeroport regional propi, l'aeroport de Treinta y Tres.
La principal autovia de Treinta y Tres és la ruta nacional 8 (Montevideo–Melo).

## Turisme
És important el lloc conegut com a Quebrada de los Cuervos.

## Govern
D'acord amb l'article 262 de la Constitució de la República, en matèria d'administració departamental: 
| « | el Govern i Administració dels Departaments, a excepció dels serveis de seguretat pública, seran exercits per una Junta Departamental i un Intendent. Tindran la seva seu a la capital de cada departament i iniciaran les seves funcions seixanta dies després de la seva elecció. A més, l'Intendent, amb acord de la Junta Departamental, podrà delegar en les autoritats locals l'exercici de determinades comeses en les seves respectives circumscripcions territorials(...). | » |

Treinta y Tres ha estat governat des de la seva creació el 1884 fins a l'any 2005 pels partits de dreta, liberals i conservadors. Durant els darrers anys, els partits Nacional (conservador) i Colorado (dreta liberal) alternaven el poder. El 2005, per primera vegada, el candidat del Front Ampli (coalició d'esquerres) va obtenir una victòria històrica, derrotant per primera vegada el candidat oficialista. Va ser l'únic mandat socialista del departament en tota la seva història, ja que durant les eleccions municipals del 2010 va tornar a guanyar el candidat del conservador Partit Nacional. L'actual intendent és Dardo Sánchez Cal (PN).